# Gustav Bielitz
Gustav Theodor Bielitz (* 10. Oktober 1801 in Dresden; † 19. Dezember 1858 in Langenberg) war ein deutscher Kaufmann und Politiker.

## Leben
Bielitz war der Sohn des Rechtsconsulenten Dr. jur. Gustav Alexander Bielitz in Dresden, der später Advokat in Naumburg wurde und dessen Ehefrau Johanne Charlotte Friederike geborene Fleck. Er war evangelisch-lutherischer Konfession und heiratete am 13. April 1834 in Gera Almine Charlotte Huth, die Tochter des fürstlich Reußischen Rats und Thurn- und Taxischen Postmeisters Christian Ernst Huth in Gera.
Bielitz wuchs zunächst in Dresden und dann in Naumburg auf. Er besuchte die Realschule in Grossenhain und machte dann eine kaufmännische Lehre in Werdau. 1820 wurde er reisender Vertreter der Fa. I.C. Mährs Erben in Gera und später dort Prokurist und Geschäftsführer. 1838 machte er sich mit dem eigenen "Material- u. Colonial-Waren-Agentur und Commissions-Geschäft" in Gera selbstständig. er engagierte sich für die Bahnstrecke Weißenfels–Gera. 1857 wurde er Ehrenmitglied der "Bürgererholungsgesellschaft" in Gera und 1858 zum Kommerzienrat ernannt.
Vom 4. bis 29. März 1852 und vom 18. Mai bis zum 25. Juni 1852 war er als Stellvertreter von Hermann Gladitsch Abgeordneter im Landtag Reuß jüngerer Linie.